# Baggensfjärden

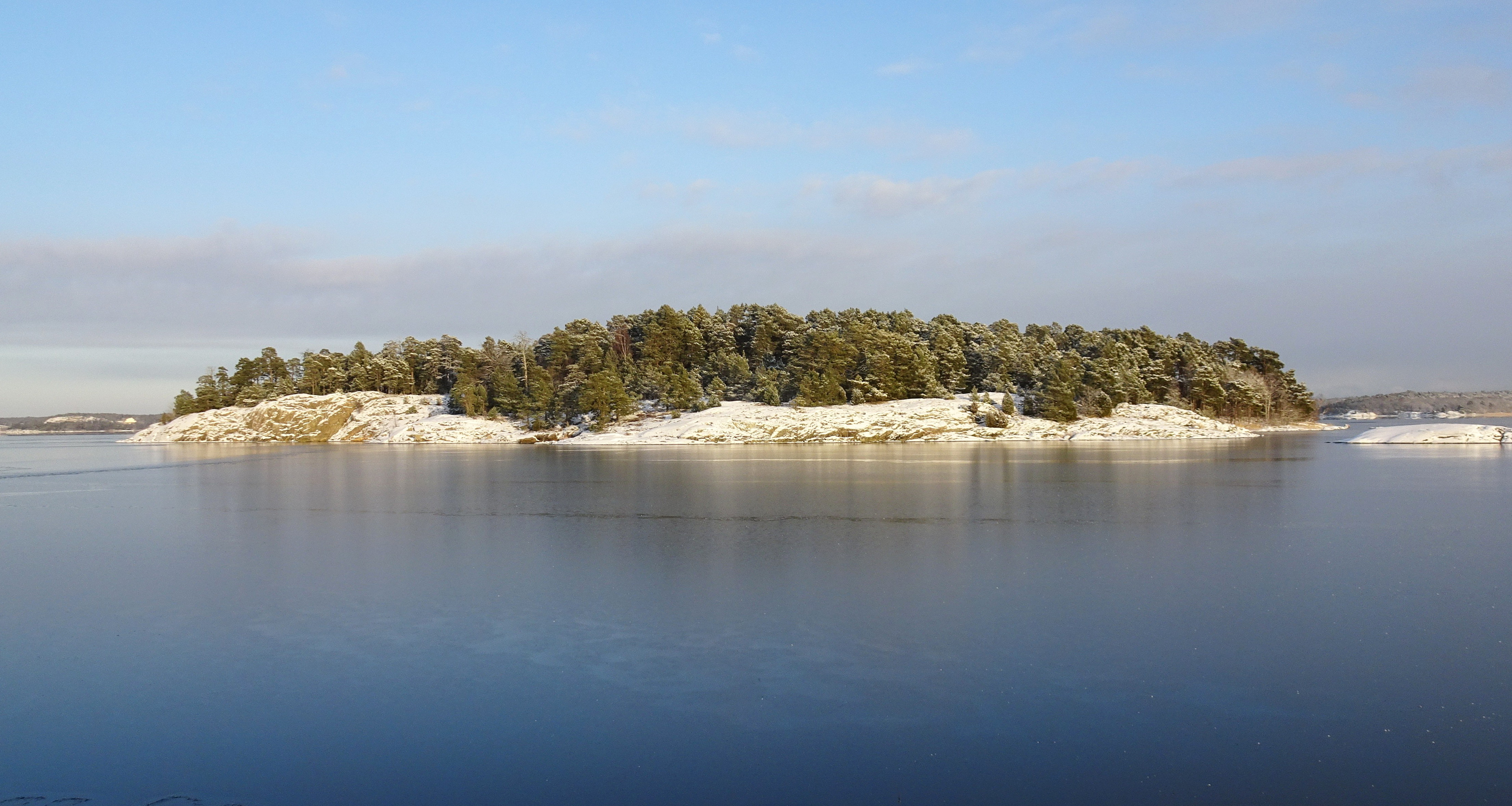
Sumpholmen.

Baggensfjärden är en fjärd i Stockholms inre skärgård mellan Boo, Ingarö och Saltsjöbaden. Namnet är dunkelt men kan ha något att göra med ordet "bagge". Det har från början troligen inget att göra med 1500-talets sjöhjälte Jakob Bagge, fastän denne ägde och skrev sig till gården Boo vid Baggensstäket.

## Geografi
Baggensfjärden är en del av farleden från Nämdöfjärden till Baggensstäket som genom sin fortsättning genom Skurusundet leder fram till huvudstaden. 
Bland fjärdens öar märks den bebodda Bergholmen i nordväst utanför Gustavsvik, Sumpholmen i sydväst utanför Baggensudden samt Restaurangholmen utanför Grand Hotel Saltsjöbaden. I fjärdens norra ände finns Kilsviken. I nordost leder Farstaviken mot Gustavsberg. Värmdöleden korsar Kilsviken och Farstaviken via Kilsbron respektive Farstabron. I öster leder Kolström norr om Ingarö mot Grisslingen. Söderut ligger Älgö och bortom denna Bergviksfjärd och Ägnöfjärden.
Baggensfjärden används numer till segeltävlingar. Längst ut på Saltsjöbanan vid Saltsjöbadens station, ligger segelsällskapet vid Baggensfjärden. Där finns Dalaröbryggan för de båtbolag som trafikerar Stockholms skärgård.
Den privatägda svenska konsthallen Artipelag ligger vid Baggensfjärden på Hålludden på Farstalandet i Värmdö kommun.

## Historia och kultur
En svensk styrka stoppade år 1719 ett ryskt invasionsförsök mot Stockholm vid Baggensstäket (se Slaget vid Stäket). Fjärden är omsjungen av Evert Taube i Morgonsång på Baggensfjärden samt av Mats Paulsson i Baggenslåten.

## Bilder

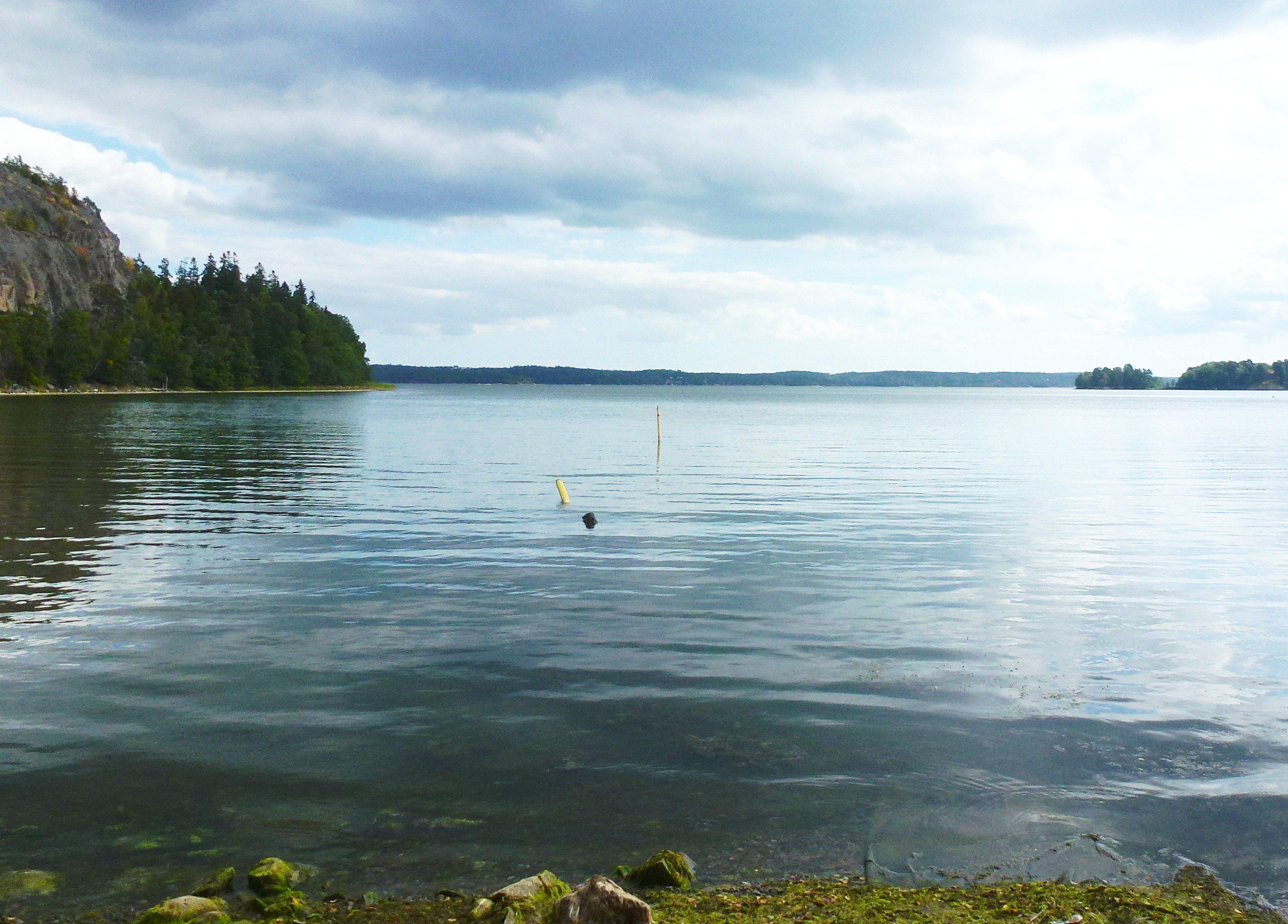
Vy från Kilsviken mot syd
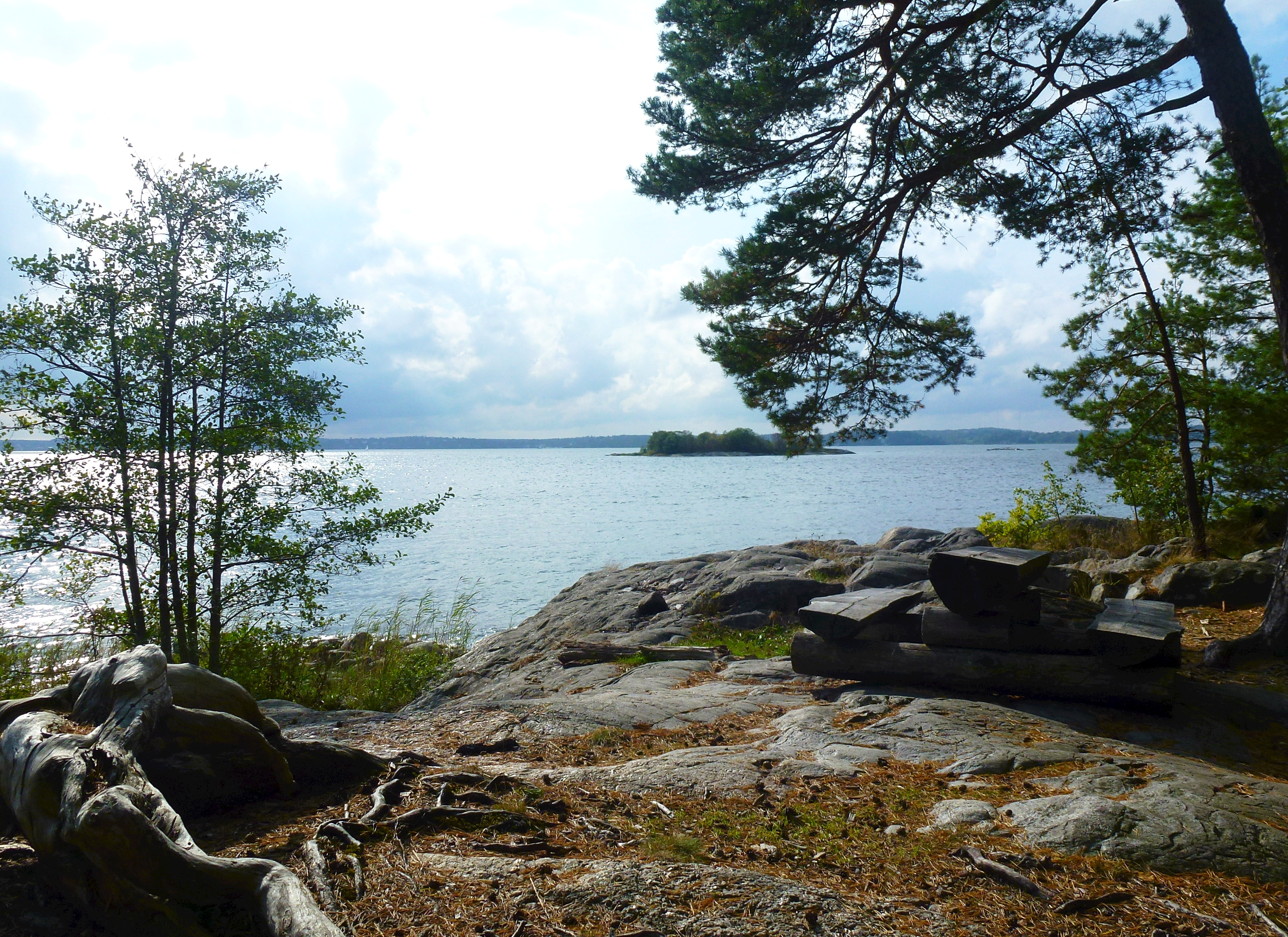
Vy från Värmdö mot sydväst
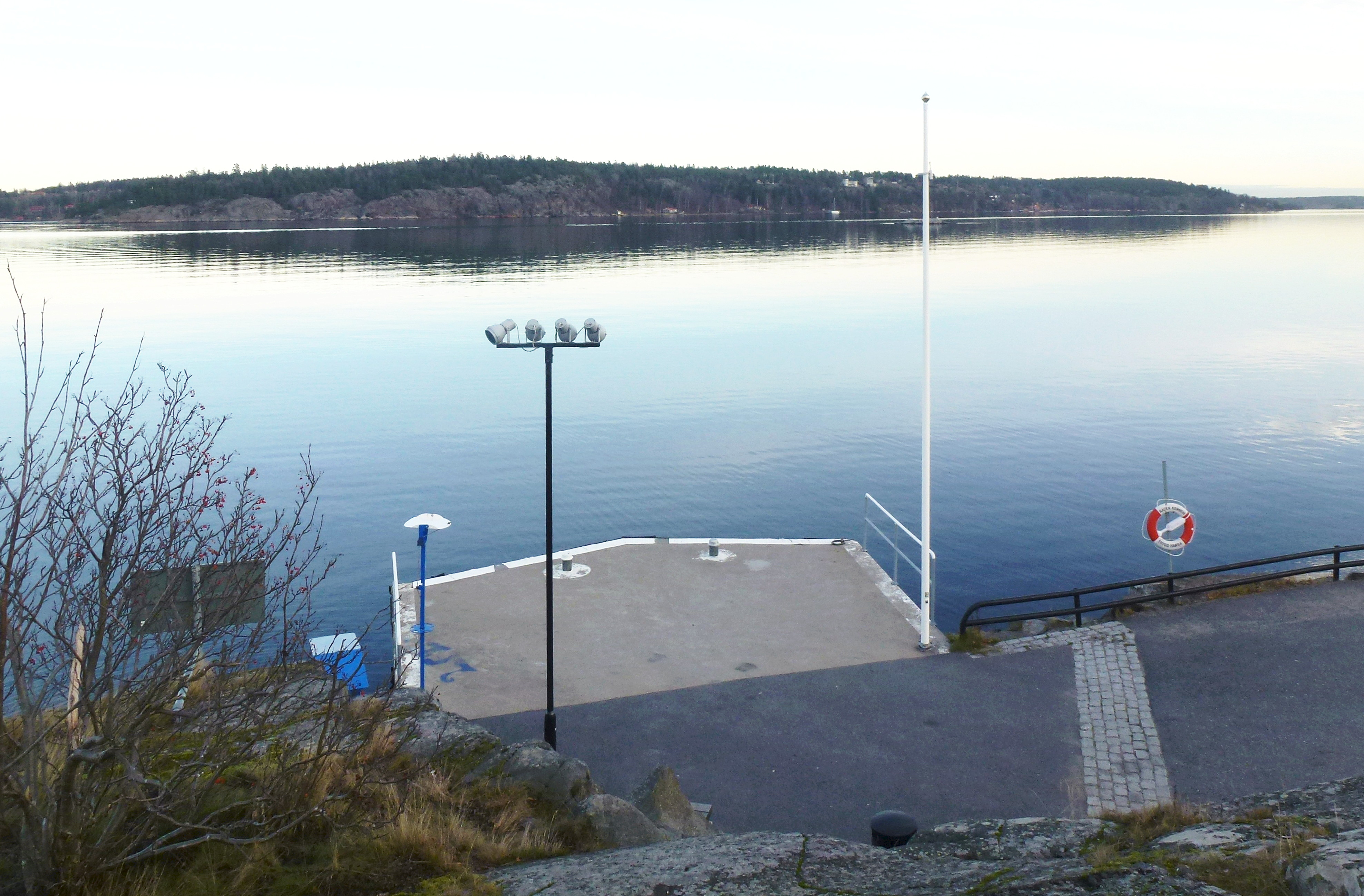
Vy från Dalaröbryggan
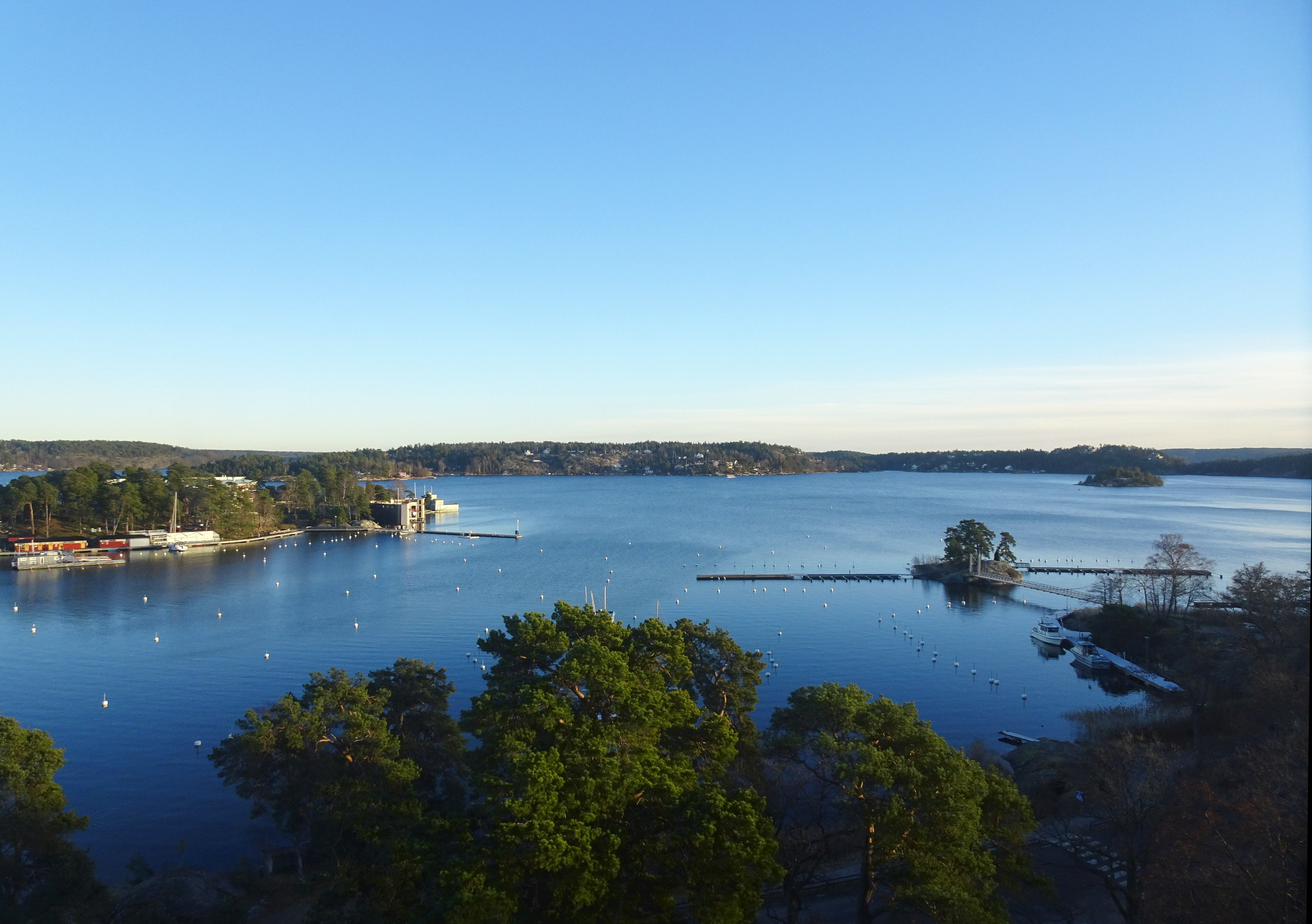
Vy från Grünewaldvillan
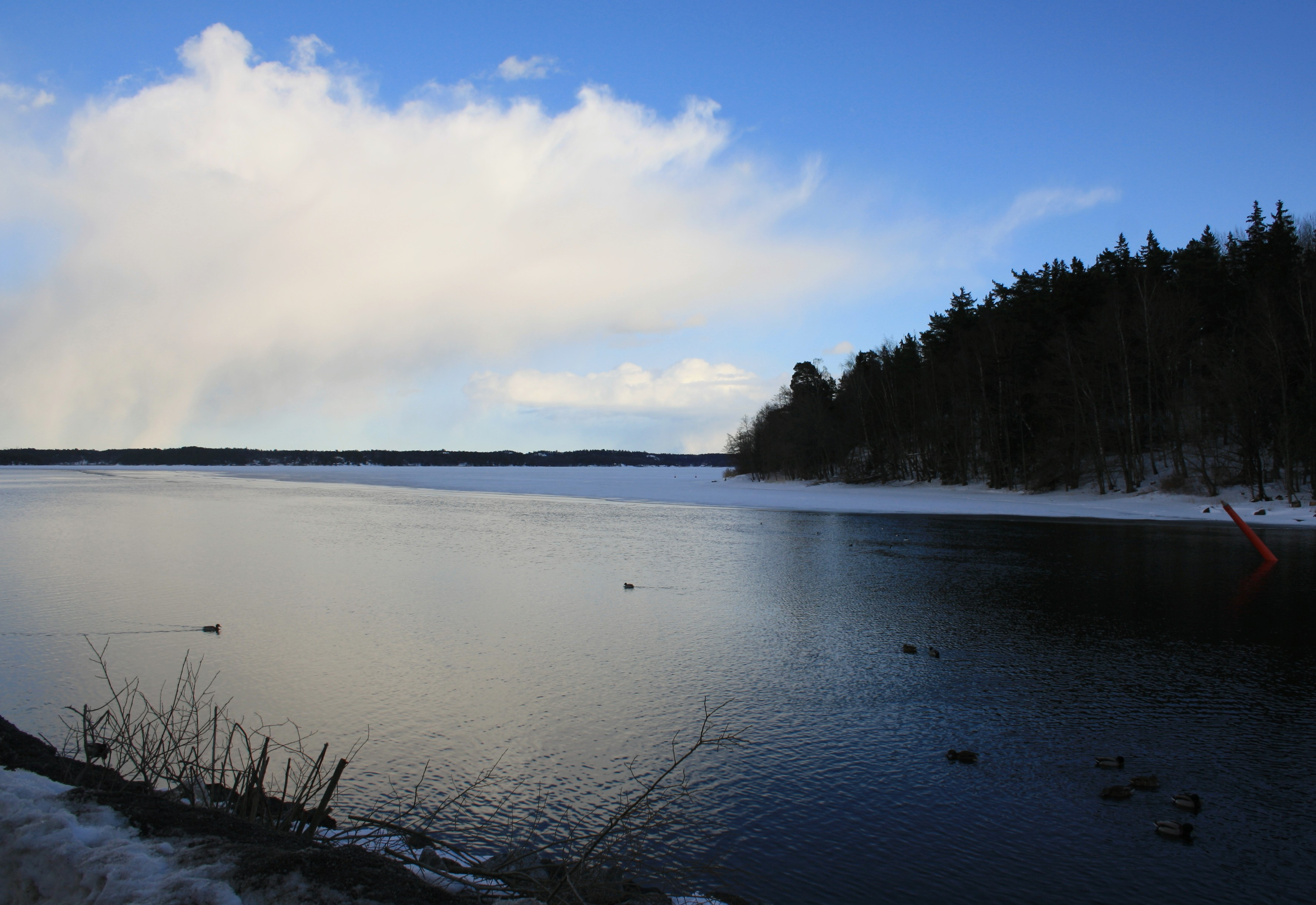
Vy från Boo mot sydost

### Fotnoter
1. 1 2 3 4 5  Tabell över havsområden Arkiverad 24 september 2015 hämtat från the Wayback Machine. SMHI
2. ↑  Mats Wahlberg, red (2003). Svenskt ortnamnslexikon. Uppsala: Institutet för språk och folkminnen. sid. 28. Libris 8998039. ISBN 91-7229-020-X. https://isof.diva-portal.org/smash/get/diva2:1175717/FULLTEXT02.pdf